# Niklas Rydén
Niklas Rydén född 1957 i Göteborg, svensk kompositör, pedagog och filmare.
Rydén är konstnärlig ledare för scenen Atalante i Göteborg. Han undervisar i ljud på Konsthögskolan Valand. 

## Filmografi (urval)
- 1988 - Som man ropar